# معركة أوزامنيكا
معسكر أوزامنيكا كان معسكر اعتقال أسسته قوات جيش يوغوسلافيا الشعبي عام 1992 لإيواء السجناء المدنيين البوشناق خلال حرب البوسنة والهرسك.
تم اعتقال العديد من البوشناق الذين لم يُقتلوا في مذابح فيسيغراد في مواقع مختلفة من المدينة بما في ذلك الثكنات العسكرية السابقة لجيش يوغوسلافيا الشعبي والمستودعات في أوزامنيكا على بعد خمسة كيلومترات من فيسيغراد. بعض هؤلاء المعتقلين ظلوا في هذا الموقع لأكثر من عامين. اغتصب الجنود الصرب العديد من النساء وضربوا وأرهبوا المدنيين غير الصرب. ووقعت عمليات نهب وتدمير واسعة النطاق لمنازل وممتلكات غير الصرب بشكل يومي ودُمر مسجدا البلدة.

## المعسكر
تعرض السجناء المحتجزون في أوزامنيكا لظروف غير إنسانية. تعرض الكثير منهم للضرب المنتظم. كما سُمح للصرب شبه العسكريين بدخول المعسكر لضرب السجناء وتعذيبهم حسب الرغبة. ونتيجة لهذه الاعتداءات تعرض العديد من الضحايا لإصابات خطيرة ودائمة. تم استخدام العديد من السجناء في مشاريع الأشغال الشاقة. وفقا للناجين الذين قابلهم إد فوليامي كان الطعام الوحيد المقدم للسجناء هو لحم الخنزير وهو محرم في الإسلام. في كل أسبوع كانت قوافل السجناء الذكور تغادر المعسكر متجهة إلى صربيا ولن تُرى مرة أخرى أبدا.

## الأحكام الصادرة عن المحكمة الجنائية الدولية ليوغوسلافيا السابقة
ميلان لوكيتش مذنب بارتكاب 10 تهم بارتكاب جرائم ضد الإنسانية وتسع تهم بارتكاب انتهاكات لقوانين الحرب لتورطه المزعوم في الفظائع بما في ذلك القتل والتعذيب والاضطهاد والنهب وتدمير الممتلكات وحُكم عليه بالسجن المؤبد في 20 يوليو 2009.
وجدت المحكمة الابتدائية لسريدوي لوكيتش مذنبا بارتكاب جرائم حرب وجرائم ضد الإنسانية وحكمت عليه بالسجن 30 عام.
فيما يتعلق بمعسكر أوزامنيكا أظهرت الأدلة أن كلا من ميلان لوكيتش وسريدوي لوكيتش كانا زائرين انتهازيين للمعسكر على الرغم من أن سريدوي لوكيتش جاء إلى المعسكر بوتيرة أقل من ميلان لوكيتش. أثناء وجودهما في المعسكر قام كل من ميلان لوكيتش وسريدوي لوكيتش بركل وضرب المحتجزين بقبضات أيديهم وهراواتهم وعصيهم وأعقاب بنادقهم. وأدلى العديد من الضحايا بشهاداتهم أمام المحكمة الابتدائية حول هذه الضرب الوحشي والإصابات الخطيرة والدائمة التي لحقت بهم والمعاناة التي تعرضوا لها.